# Surju

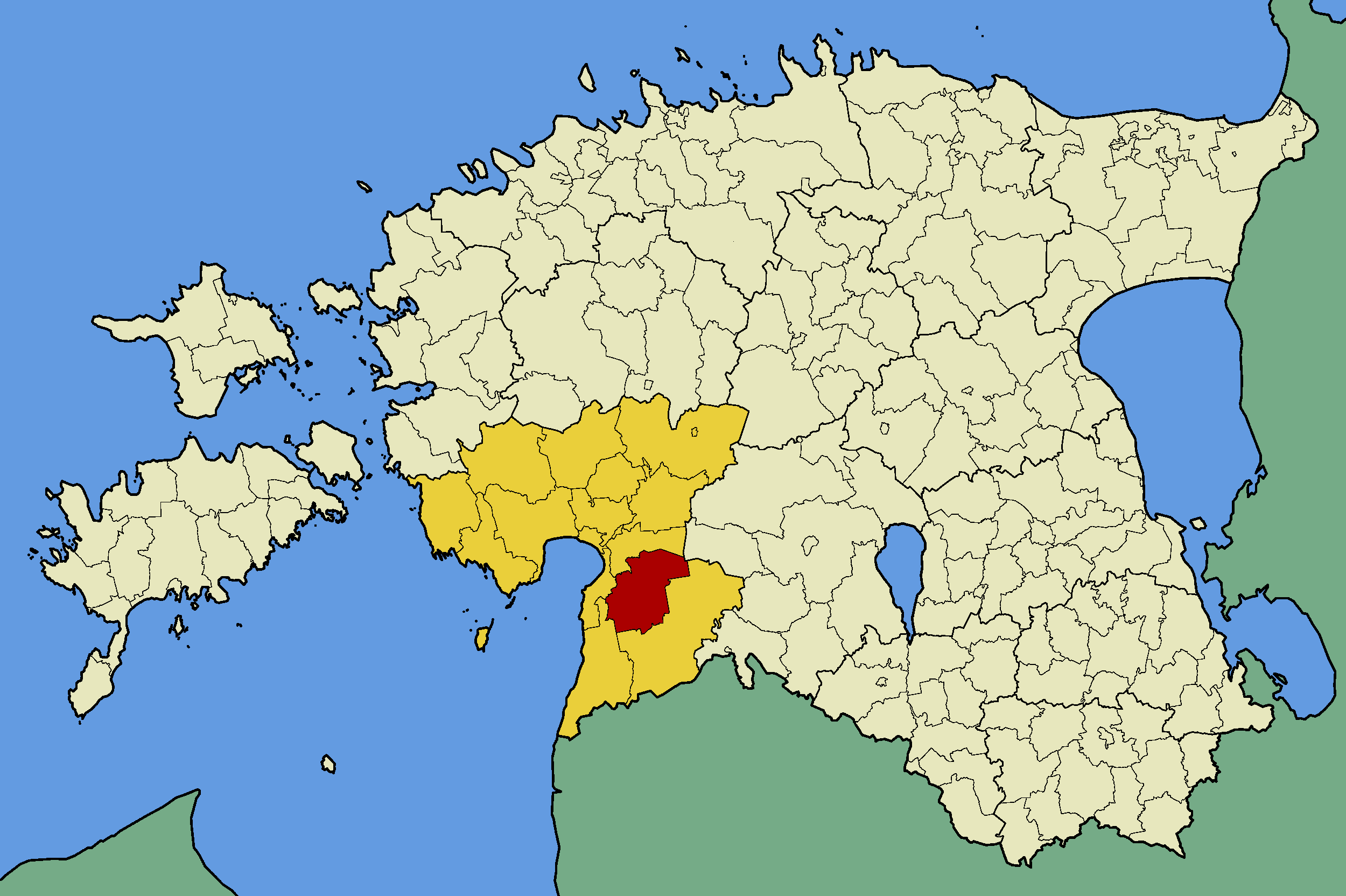
Ancienne commune de Surju (en rouge) dans le comté de Pärnu (en jaune).

Surju (en estonien : Surju vald) est une ancienne commune d'Estonie située dans le comté de Pärnu. En octobre 2017, elle est supprimée et fusionnée avec la commune de Saarde.
Elle s'étendait sur 357,9 km2
et sa population s'élevait à 1 021 habitants en 2012.
Elle regroupait les villages de
Ilvese, Jaamaküla, Kalda, Kikepera, Kõveri, Lähkma, Metsaääre, Rabaküla, Ristiküla, Saunametsa et Surju, 